# VfL Waldkraiburg
Der Verein für Leibesübungen Waldkraiburg e. V. (kurz VfL Waldkraiburg) ist ein Sportverein aus dem oberbayerischen Waldkraiburg.

## Geschichte
Der VfL Waldkraiburg wurde am 22. September 1948 als Verein für Leibesübungen in Kraiburg-Hart gegründet und am 27. Februar 1951 in Verein für Leibesübungen Waldkraiburg e. V. umbenannt.
Bis 1991 hatte der Verein eine Eishockey-Abteilung, die seither als ausgegliederte Abteilung EHC Waldkraiburg „Die Löwen“ e. V. fortbesteht.

## Sportarten
Stand Februar 2022 hat der Verein Abteilungen für Aikido, Badminton, Basketball, Boxen, Eiskunstlauf, Faustball, Fußball, Handball, Ju-Jutsu, Karate, Leichtathletik, mittelalterliche Kampfkunst, Schwimmen, Ski und Snowboard, Tennis, Tischtennis, Tri and Bike, Turnen, Unihockey und Volleyball.

### Fußball
Die Fußball-Abteilung wurde 1959 gegründet. Sie besteht heute aus Männer- sowie Frauenteams. Der Verein stellt Teams von der U-13 bis zu jeweils zwei Seniorenteams und besteht aus derzeit rund 400 Mitglieder. Die erste Herrenmannschaft spielt gegenwärtig in der Bezirksliga Oberbayern Ost, während die Frauen in der Bezirksliga spielen.
Bekannte Spieler sind:
- Jure Loboda, ehemaliger slowenischer Fußball-Profi
- Domen Božjak, ehemaliger slowenischer Fußball-Profi
- Rudolf Rancz, ehemaliger rumänischer Fußball-Profi
- Tobias Schröck, späterer Zweitliga-Spieler, spielte 2004 in der Jugendmannschaft

### Handball
Die Handball-Abteilung wurde 1967 gegründet. Sie besteht heute aus Männer-, Frauen- sowie etlichen Jugendmannschaften von der A- bis zur F-Jugend. Die erste Herrenmannschaft ist 2024/25 in der Bezirksoberliga Altbayern gelistet, spielte aber schon höherklassig in der viertklassigen Bayernliga. 1997 und 2001 gelang den VfL Handballern die Meisterschaft in der Bayerischen Landesliga Süd und der damit verbundene Aufstieg in die Bayernliga, in der sie 2002 mit dem 6. Platz ihre beste Platzierung erreichte.

#### Spielerpersönlichkeit
- Peter Jaschke, ehemaliger Nationalspieler und Olympiateilnehmer
- Wolfgang Nadvornik (Moderator)

### Leichtathletik
Christoph Herle war ein Langstreckenläufer der für den VfL Waldkraiburg an den Start ging und im Marathonlauf den Verbandsrekord (21. April 1985 in London) des Bayerischen-Leichtathletikverbandes hält. Auch in der Mannschaftswertung des Marathonlaufs hält der VfL Waldkraiburg den Verbandsrekord (24. August 1988 in Hamburg), den Udo Reeh, Konrad Dobler und Joachim Heim aufstellten. Bei der deutschen Leichtathletikmeisterschaft 1988 gewannen Konrad Dobler, Udo Reeh und Joachim Heim die deutsche Mannschaftsmeisterschaft im Marathonlauf für den VfL Waldkraiburg.

#### Sportlerpersönlichkeiten
- Christoph Herle Langstreckenläufer
- Konrad Dobler Langstreckenläufer
- Udo Reeh Langstreckenläufer
- Uwe Hartmann (Leichtathlet)
- Joachim Heim Langstreckenläufer